# Vodní nádrž Baška
Vodní nádrž Baška je přehradní nádrž na potoce Baštici, přítoku řeky Ostravice v okrese Frýdek-Místek. Nádrž se prostírá při severovýchodním okraji obce Baška, necelých 5 km jihovýchodně od centra Frýdku-Místku. Od podzimu 2023 je přehrada vypuštěná. V letech 2024 až 2025 došlo k rekonstrukci výpusti přehrady. Na podzim roku 2025 dojde k znovu otevření hráze.

## Pobřeží
Vzhledem k poloze v otevřené, jen mírně zvlněné krajině není nádrž Baška klasickou údolní přehradou; vodu tu zadržuje dlouhá sypaná hráz, obepínající zhruba třetinu obvodu nádrže.

### Hráz
- typ hráze: sypaná zemní
- maximální výška hráze: 7,9 m
- kóta koruny hráze: 321,60 m n. m.
- šířka paty hráze: ?
- šířka koruny hráze: ?
- délka hráze v koruně: 963 m
- objem hrázového tělesa: 0,04 milionu m³

## Vodní režim
Maximální hloubka dosahuje sotva 6 metrů. Průměrný průtok činí přibližně 0,3 m³/s.

## Využití
Využití lokality na dolním toku Baštice k nadržování vody sahá hluboko do minulosti – rybník, později zaniklý, se v těchto místech připomíná již v 16. století. V letech 1958 až 1961 byla z iniciativy tehdejšího krajského národního výboru v Ostravě vybudována stávající přehrada. Jejím hlavním zamýšleným přínosem mělo být zlepšování průtoků Ostravice v obdobích sucha, ve skutečnosti však brzy zcela převážilo využití rekreační. Rozlohou i objemem je nádrž Baška poměrně malá (ani při odpouštění například pouhého 1 m³/s by nedokázala podporovat průtok řeky déle než několik dní); vyrovnávací funkci na Ostravici ostatně po roce 1969 převzala mnohem objemnější nádrž Šance.